# Nergis Mavalvala

Nergis Mavalvala

Nergis Mavalvala (* 1968 in Karatschi) ist eine pakistanisch-US-amerikanische Physikerin, die wesentlich am LIGO-Projekt eines Laser-Gravitationswellendetektors beteiligt ist.
Mavalvala (die parsischer Herkunft ist und in Karatschi zur Schule ging) studierte am Wellesley College (Bachelor 1990) und wurde 1997 am Massachusetts Institute of Technology (MIT) bei Rainer (Rai) Weiss promoviert. Danach war sie Post-Doktorandin und ab 2000 Wissenschaftlerin am LIGO-Projekt eines Gravitationswellendetektors beim Caltech. Ab 2002 war sie Professorin am MIT.
Mavalvala entwickelte als Doktorandin am MIT die Ausrichtungs- und Kontrollmechanismen für den Prototyp eines Laserinterferometers, der dann beim LIGO-Projekt Verwendung fand. Sie arbeitet an Gravitationswellendetektoren der nächsten Generation, wozu sie zum Beispiel Laserkühlungsverfahren auf makroskopische Objekte anwendet und Methoden entwickelt, Laserlicht zu komprimieren (Squeezed State) und so das  quantenmechanische Rauschen zu verringern.
2010 wurde sie MacArthur Fellow und Fellow der American Physical Society, 2017 wurde sie in die American Academy of Arts and Sciences und die National Academy of Sciences gewählt. Für 2018 wurde ihr der International Quantum Communication Award zugesprochen.